# Burszewo
Burszewo (deutsch Burschewen, 1938 bis 1945 Prußhöfen) ist ein Dorf in der polnischen Woiwodschaft Ermland-Masuren. Es gehört zur Gmina Sorkwity (Landgemeinde Sorquitten) im Powiat Mrągowski (Kreis Sensburg).

## Geographische Lage
Burszewo liegt inmitten der Woiwodschaft Ermland-Masuren, 13 Kilometer nordwestlich der Kreisstadt Mrągowo (deutsch Sensburg).

## Geschichte

### Ortsgeschichte
Unter dem Namen Falkenhayn wurde das vor 1710 Brußewen, nach 1710 Prußöfen, nach 1785 Burschöwen und bis 1938 Burschewen genannte Dorf um 1440 gegründet. 1785 war Burschöwen „ein cöllmisch Dorf mit 36 Feuerstellen“. Am 8. April 1874 wurde Burschewen Amtsdorf und damit namensgebend für einen Amtsbezirk, der – am 15. November 1938 umbenannt in „Amtsbezirk Prußhöfen“ – bis 1945 bestand und zum Kreis Sensburg im Regierungsbezirk Gumbinnen (ab 1905: Regierungsbezirk Allenstein) in der preußischen Provinz Ostpreußen gehörte. 
Aufgrund der Bestimmungen des Versailler Vertrags stimmte die Bevölkerung im Abstimmungsgebiet Allenstein, zu dem Burschewen gehörte, am 11. Juli 1920 über die weitere staatliche Zugehörigkeit zu Ostpreußen (und damit zu Deutschland) oder den Anschluss an Polen ab. In Burschewen stimmten 460 Einwohner für den Verbleib bei Ostpreußen, auf Polen entfielen keine Stimmen.
Am 3. Juni (amtlich bestätigt am 16. Juli) 1938 wurde Burschewen aus politisch-ideologischen Gründen der Abwehr fremdländisch erscheinender Ortsnamen in „Prußhöfen“ umbenannt.
1945 wurde das Dorf in Kriegsfolge mit dem gesamten südlichen Ostpreußen an Polen überstellt und erhielt die polnische Namensform „Burszewo“. Heute ist es Sitz eines Schulzenamtes (polnisch Sołectwo) und als solches eine Ortschaft im Verbund der Landgemeinde Sorkwity (Sorquitten) im Powiat Mrągowski (Kreis Sensburg), bis 1998 der Woiwodschaft Olsztyn, seither der Woiwodschaft Ermland-Masuren zugehörig.

### Einwohnerzahlen
| Jahr | Anzahl |
| ---- | ------ |
| 1818 | 228    |
| 1839 | 370    |
| 1871 | 549    |
| 1885 | 613    |
| 1898 | 664    |
| 1905 | 642    |
| 1910 | 661    |
| 1933 | 609    |
| 1939 | 593    |
| 2011 | 226    |

### Amtsbezirk Burschwen/Prußhöfen (1874–1945)
Zum Amtsbezirk Burschewen resp. Prußhöfen gehörten vier Orte:
| Name       | Geänderter Name 1938 bis 1945 | Polnischer Name |
| ---------- | ----------------------------- | --------------- |
| Burschewen | Prußhöfen                     | Burszewo        |
| Giesewen   | Giesenau                      | Gizewo          |
| Siemanowen | Altensiedel                   | Szymanowo       |
| Surmowen   | Surmau                        | Surmówka        |

## Kirche
Burschewen resp. Prußhöfen war bis 1945 in die evangelische Kirche Warpuhnen in der Kirchenprovinz Ostpreußen der Kirche der Altpreußischen Union und auch in die katholische Kirche Warpuhnen im damaligen Bistum Ermland eingepfarrt.
Der kirchliche Bezug nach Warpuny besteht heute fort: zur evangelischen Kirchengemeinde, die jetzt von der Pfarrei Sorkwity in der Diözese Masuren der Evangelisch-Augsburgischen Kirche in Polen betreut wird, und zur katholischen Pfarrei Warpuny im jetzigen Erzbistum Ermland innerhalb der polnischen katholischen Kirche.

## Verkehr
Burszewo liegt verkehrstechnisch günstig an einer Nebenstraße, die die polnische Landesstraße 16 (einstige deutsche Reichsstraße 127) bei Sorkwity (Sorquitten) mit der Woiwodschaftsstraße 590 bei Wola (Dürwangen) verbindet. Wola liegt bereits im Gebiet der Stadt- und Landgemeinde Reszel (Rößel) genauso wie das Dorf Pilec (Pülz), von dem aus auch eine Straßenverbindung mit Burszewo besteht. Ein Anschluss an den Schienenverkehr besteht nicht.